# Hästhagsberget
Hästhagsberget este o arie protejată (arie specială de conservare — SAC, sit de importanță comunitară — SCI) din Suedia întinsă pe o suprafață de 28 ha, integral pe uscat.

## Localizare
Centrul sitului Hästhagsberget este situat la coordonatele 61°07′29″N 16°38′09″E / 61.1246°N 16.6357°E.

## Înființare
Situl Hästhagsberget a fost declarat sit de importanță comunitară în ianuarie 2002 pentru a proteja un număr necunoscut de specii din flora spontană și fauna sălbatică aflate în arealul zonei. Situl a fost protejat și ca arie specială de conservare în martie 2011.

## Biodiversitate
Situată în ecoregiunea boreală, aria protejată conține 1 habitat natural: Taiga vestică.
La baza desemnării sitului se află un număr nedeclarat de specii protejate.